# Karen Uhlenbeck
Karen Keskulla Uhlenbeck (Cleveland (Ohio), 24 augustus 1942) is een Amerikaanse hoogleraar en bekleedt de Sid W. Richardson Foundation Regents leerstoel in wiskunde aan de Universiteit van Texas in Austin.
In 2019 werd Uhlenbeck de eerste vrouw die de Abelprijs won, voor "haar baanbrekende prestaties in geometrische partiële differentiaalvergelijkingen, ijktheorie en integreerbare systemen, de fundamentele impact van haar werk op analyse, geometrie en wiskundige fysica".

## Onderwijs en carrière
Uhlenbeck studeerde in 1964 met een BA af aan de Universiteit van Michigan. Ze vervolgde haar studie aan het Courant Institute of Mathematical Sciences (New York University) en trouwde in 1965 met biofysicus Olke C. Uhlenbeck (de zoon van de Nederlandse fysicus George Uhlenbeck). Toen haar man naar Harvard ging, verhuisde ze met hem en vervolgde ze haar studie aan de Brandeis University, waar ze in 1966 afstudeerde met een MA en in 1968 promoveerde bij de groep van Richard Palais. Haar proefschrift was getiteld The Calculus of Variations and Global Analysis.
Na tijdelijke banen bij het Massachusetts Institute of Technology en University of California, Berkeley, en moeite om een permanente positie aan dezelfde instelling als haar echtgenoot te vinden (vanwege de 'anti-nepotisme'-regels die destijds verhinderden beide echtgenoten aan te nemen, zelfs bij verschillende afdelingen van een universiteit) accepteerde ze een positie aan de Universiteit van Illinois in Urbana-Champaign in 1971. Ze had echter een hekel aan Urbana en scheidde uiteindelijk van haar man en verhuisde in 1976 naar Chicago, bij de universiteit van Illinois. Ze verhuisde in 1983 naar de universiteit van Chicago, en naar de Universiteit van Texas in Austin als de Sid W. Richardson Foundation Regents-hoogleraar in 1988.
Jim Al-Khalili noemt haar een rolmodel vanwege haar werk voor het promoten van een loopbaan in de wiskunde voor jonge mensen, in het bijzonder voor vrouwen.

## Onderzoek
Uhlenbeck is een van de grote namen op het gebied van de meetkundige analyse, een discipline waarin differentiaalmeetkunde wordt gebruikt om oplossingen van differentiaalvergelijkingen te bestuderen en vice versa. Ze heeft ook bijgedragen aan topologische kwantumveldentheorie en onderzoek gedaan aan integreerbare systemen.
In het begin van de jaren tachtig stelde Uhlenbeck samen met Jonathan Sacks regelariteitsschattingen op die toegepast worden voor het bestuderen van singulariteiten van harmonische afbeeldingen en hebben geleid tot existentiebewijzen voor soepele lokale oplossingen voor de Yang-Mills-Higgs-vergelijkingen in de ijktheorie.. Simon Donaldson beschrijft hun gezamenlijke artikel The existence of minimal immersions of 2-spheres (1981) als een "mijlpaal ... waaruit bleek dat, gebruikmakend van diepgaande analyse, variatie-argumenten kunnen nog steeds kunnen worden gebruikt om algemene existentieresultaten te bewijzen" voor harmonische afbeeldingen.
Voortbordurend op deze ideeën, startte Uhlenbeck een systematische studie van de moduli-theorie van minimale oppervlakken in hyperbolische 3-variëteiten (ook wel 'minimal submanifold theory' genoemd) die ze in 1983 publiceerde in haar boek Closed minimal surfaces in hyperbolic 3-manifolds..
Donaldson schreef een overzichtsartikel over Uhlenbecks werk in het maartnummer van 2019 van de Notices of the American Mathematical Society. Hij beschrijft haar werk, samen met dat van Thing-Tung Yau, Richard Schoen en anderen, als de ontwikkeling van "... een soort cirkel van ideeën en technieken die te maken hebben met de dimensie van singulariteiten, monotoniciteit, 'small energy' resultaten, raakruimtes, etc. en die een ver-reikend effect hebben gehad in allerlei deelgebieden van de differentiaalmeetkunde gedurende de afgelopen tientallen jaren en die nog steeds belangrijk zijn voor het huidige wiskundeonderzoek."

## Prijzen en onderscheidingen
In 2019 werd Uhlenbeck de eerste vrouw die de Abelprijs won, waarbij de prijscommissie "de fundamentele impact van haar werk op analyse, meetkunde en mathematische fysica" prees. Hans Munthe-Kaas, voorzitter van de commissie, stelde: "Haar theorieën hebben een revolutie teweeggebracht in ons begrip van minimale oppervlakken, zoals meer algemene minimalisatieproblemen in hogere dimensies". Uhlenbeck won ook de National Medal of Science in 2000, en de Leroy P. Steele Prize van de American Mathematical Society in 2007, "voor haar fundamentele bijdragen aan analytische aspecten van mathematische ijktheorie in de publicaties Removable singularities in Yang–Mills fields en Connections with bounds on curvature (beide gepubliceerd in 1982).
Ze werd een MacArthur Fellow in 1983 en een Fellow van de American Academy of Arts and Sciences in 1985. Ze werd in 1986 tot lid van de National Academy of Sciences verkozen, de eerste vrouwelijke wiskundige in de nationale academie. Ze werd een Guggenheim Fellow in 2001, een erelid van de London Mathematical Society in 2008, en een Fellow van de American Mathematical Society in 2012.
Ze was Noether Lecturer in 1988. In 1990 was zij een plenaire spreker op het Internationale Congres van Wiskundigen, als de tweede vrouw ooit (na Emmy Noether) om een dergelijke lezing te geven.
Haar andere prijzen omvatten de Universiteit van Michigan alumna van het jaar (1984), de Sigma Xi Common Wealth Award for Science and Technology (1995), en eredoctoraten van de Universiteit van Illinois in Urbana-Champaign (2000), Ohio State University (2001), Universiteit van Michigan (2004), Harvard University (2007) en Princeton University (2012).

## Outreach
In 1991 richtte Uhlenbeck, samen met Herbert Clemens en Dan Freed, het Park City Mathematics Institute (PCMI) op met de missie om "een meeslepende, educatieve en professionele ontwikkelingsmogelijkheid te bieden aan verschillende parallelle gemeenschappen onder de grotere paraplu van het beroep van wiskundigen." Uhlenbeck was ook mede-oprichtster van het Women and Mathematics Program van het Institute for Advanced Study "met de missie om meer vrouwen in de wiskunde te werven en te behouden". De Britse theoretisch natuurkundige en auteur Jim Al-Khalilibeschrijft Uhlenbeck als een "rolmodel" voor haar werk bij het promoten van een carrière in de wiskunde bij jonge mensen, met name vrouwen.

## Privéleven
Uhlenbeck beschrijft zichzelf als een "rommelige lezer" en "rommelige denker", met stapels dozen en boeken op haar bureau gestapeld aan het Institute for Advanced Study in Princeton. Na het winnen van de Abelprijs in maart 2019 maakte Uhlenbeck spontane opmerkingen te midden van haar collega's en zei ze dat ze bij gebrek aan prominente vrouwelijke rolmodellen tijdens haar wiskundestudie chef-kok Julia Child als rolmodel had gevolgd: "Ze wist hoe je een kalkoen moest plukken en serveren".

## Geselecteerde publicaties

### Boeken
- (en) Daniel S. Freed, Karen K. Uhlenbeck (1984). Instantons and Four-Manifolds. Springer US, New York, NY. ISBN 9781468402605.

### Selectie van wetenschappelijke publicaties
- (en) Uhlenbeck, Karen (1977). Regularity for a class of non-linear elliptic systems. Acta Mathematica 138 (3–4): 219–240. DOI: 10.1007/bf02392316.
- (en) Sacks, Jonathan en Karen Uhlenbeck (januari 1981). The existence of minimal immersions of 2-spheres. Annals of Mathematics Second Series 113 (1): 1–24. DOI: 10.2307/1971131.
- (en) Uhlenbeck, Karen K. (1982). Removable singularities in Yang–Mills fields. Communications in Mathematical Physics 83 (1): 11–29. DOI: 10.1007/bf01947068.  Announced in the Bulletin of the American Mathematical Society 1 (3): 579–581
- (en) Uhlenbeck, Karen K. (1982). Connections with {\displaystyle L^{p}} bounds on curvature. Communications in Mathematical Physics 83 (1): 31–42. DOI: 10.1007/bf01947069.
- (en) Schoen, Richard en Karen Uhlenbeck (1982). A regularity theory for harmonic maps. Journal of Differential Geometry 17 (2): 307–335. DOI: 10.4310/jdg/1214436923.  Gearchiveerd van origineel op 7 februari 2021.
- (en) Uhlenbeck, Karen en Shing-Tung Yau (1986). On the existence of Hermitian-Yang-Mills connections in stable vector bundles. Communications on Pure and Applied Mathematics (Suppl.: Frontiers of the mathematical sciences, New York, 1985) 39: S257–S293. DOI: 10.1002/cpa.3160390714.
- (en) Uhlenbeck, Karen (1989). Harmonic maps into Lie groups: classical solutions of the chiral model. Journal of Differential Geometry 30 (1): 1–50.